# Michelle Strøyer
 Der er for få eller ingen kildehenvisninger i denne artikel, hvilket er et problem. Du kan hjælpe ved at angive troværdige kilder til de påstande, som fremføres i artiklen.

Michelle Strøyer Engstrøm (født september 1960 i Vejle, Danmark) er en dansk bartender, fitness-instruktør og deltager i Robinson Ekspeditionen 2005 og Robinson Ekspeditionen 2007. Hun er blevet kåret som danmarksmester fem gange, og i 1997 blev hun kåret som verdens stærkeste kvinde, da hun vandt VM i bodybuilding. På daværende tidspunkt hed hun Sørensen til efternavn og var kæreste med stærkmanden George Olesen. Hun og Olesen rejste i 1996-1997 rundt sammen og lavede shows som stærkt par i USA, hvor de også deltog i Jay Lenos The Tonight Show.

## Robinson Ekspeditionen

### Robinson Ekspeditionen 2005
I Robinson Ekspeditionen 2005 hvor et jydehold kæmpede mod et københavnerhold, med Strøyer som deltager på jydeholdet, lykkes det hende i starten af ekspeditionen at sikre sig en plads halvvejs i spillet, ved at vinde en 1-mod-1 duel mod en af københavnerholdets piger i en styrkeprøve. Herefter blev hun ført til "Vinderøen", som den første beboer, hvor hun sammen med andre tilkomne duelvindere befandt sig fredet indtil sammenlægningen af ekspeditionens to hold cirka midtvejs i programmet. Alle taberne af duellen røg ud. På den nye ø fik hun en hytte med hængekøje, service, spejl, kam, barbergrej, shampoo, bøger, spillekort, masser af mad, cognac og cigaretter. På øen blev hun af medierne også kendt som Pippi, da hun fik et tæt forhold til en abe på øen, hun kaldte Hr. Nilsson. 
Efter sammenlægningen var det hende inklusive 7 andre jyder, og kun de 2 københavnere, Seckin Cem og Ivan Larsen, der kom videre. Selvom hun i 1997 blev kåret som Verdens Stærkeste Kvinde viste hun sig dog at være overraskende svag i mange konkurrencer. Københavnerne var i undertal og blev selvsagt hurtigt udryddet. Den sidste københavner i ekspeditionen, Ivan Larsen og Michelle deltog i Robinson historiens vildeste øråd, hvor der i råddet med kun 7 deltagere blev afgivet mere end 20 stemmer, med kun 2 for mange på Ivan, der røg ud. Det lykkedes Michelle at komme langt i spillet ved at holde sig gode venner med alle, og danne små alliancer. Men efter 45 dage på Øen tabte Michelle sin plads i finalen mod ekspeditionens 3 andre resterende jyder Solveig Quito (daværende Zabell), Lykke Heide Maigatter og den gamle Mogens Brandstrup, der senere vandt ekspeditionen. Michelle opnåede dermed en 4. plads i spillet.

### Robinson Ekspeditionen 2007
I Robinson Ekspeditionen 2007 gik det knap så godt for Michelle, da hun følte sig barnligt behandlet af ekspeditionens andre deltagere. Allerede hjemmefra havde hun ringet til hendes tidligere rival Ivan for at prøve at danne en alliance fra starten, men han afslog dog. Det lykkedes dog for hende at danne en alliance sammen med de 2 eneste tidligere kvindelige robinsondeltagere på holdet, Duddie Staarck (finalist i 2004) Malene Hasselblad (vinder af 2001), og måtte udstemme Pia Soldthved Larsen så hun kun kom på en 15. plads. Michelle røg dog kun 6 dage efter ud i ørådet, efter hun havde tabte en lodtrækning mod Mars Johansen, der havde tilegnet sig lige mange stemmer. Michelle opnåede en 13. plads.